# Marshosaurus bicentesimus
Marshosaurus (il cui nome significa "lucertola di Marsh") è un genere estinto di dinosauro teropode di medie dimensioni appartenente alla superfamiglia dei megalosauroidi vissuto nel Giurassico superiore, circa 155-150 milioni di anni fa, in quella che è oggi la Formazione Morrison, dello Utah, e forse, anche in Colorado. L'unica specie ascritta a questo genere è M. bicentesimus.

## Descrizione
Il Marshosaurus era un teropode di medie dimensioni. Nel 2010, Gregory S. Paul, ne stimò una lunghezza di circa 4,5 metri, per un peso complessivo di due quintali. L'olotipo composto da un ileo completo è lungo circa 375 millimetri, mentre il cranio (se correttamente assegnato) era lungo circa 60 centimetri. Il cranio era piuttosto grosso e armato di lunghi denti aguzzi.
Nel 2012, Matthew Carrano stabilì alcune autapomorfie, sulla base dell'olotipo: la sutura tra il peduncolo pubico e l'osso pubico è convesso, curvata verso l'alto, nella parte anteriore e concava nella parte posteriore.

## Classificazione

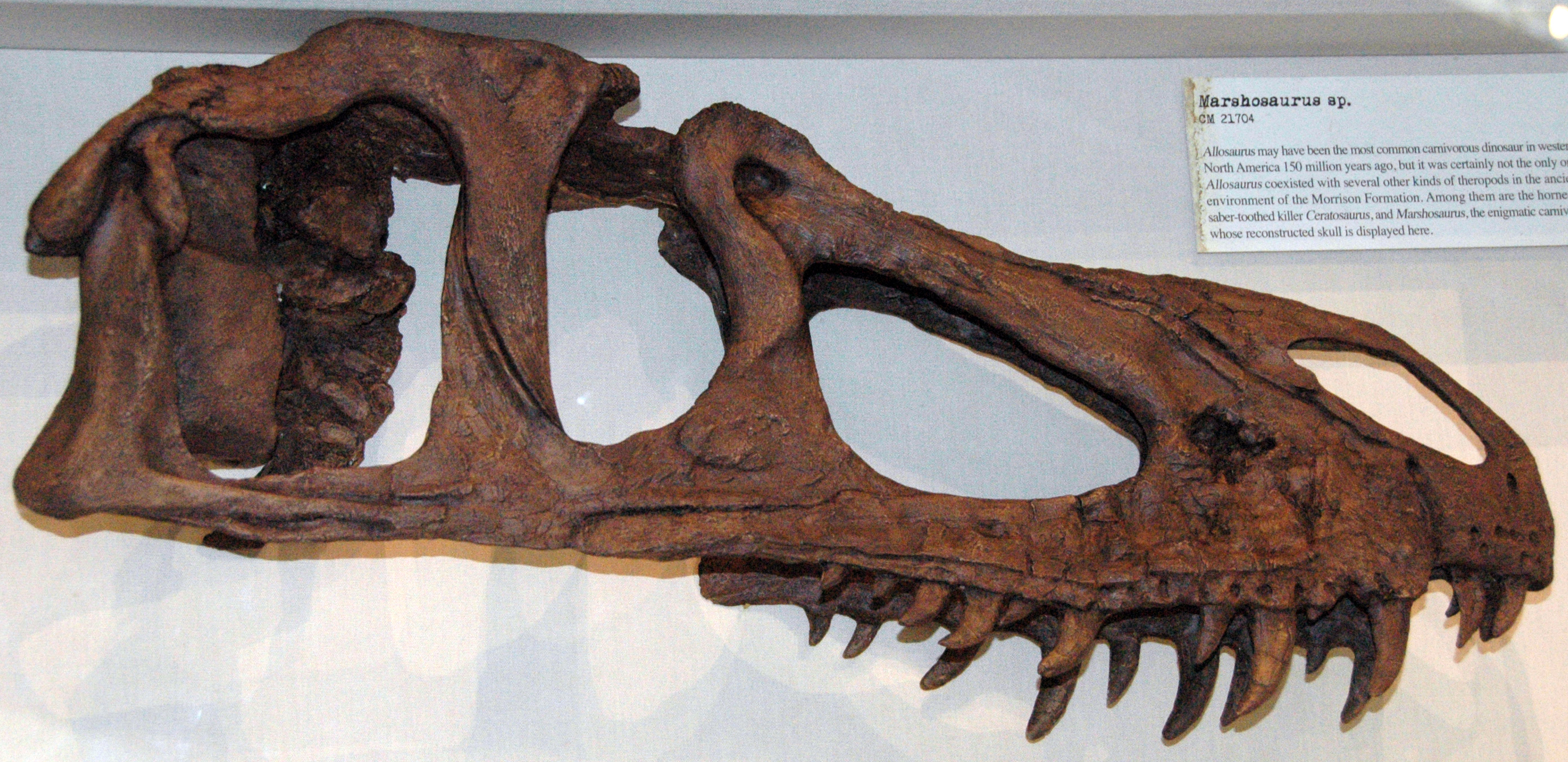
Cranio di M. bicentesimus

Questo animale è stato descritto per la prima volta nel 1976 da Madsen. Le caratteristiche del marshosauro sono piuttosto insolite: la sola pelvi, ad esempio, presenta caratteri visti in celofisoidi, celuridi, sinraptoridi e allosauridi. Uno scheletro incompleto, scoperto nel 1912 ma attribuito a questa specie solo molto più tardi, mostra un animale probabilmente simile a un carnosauro primitivo, o forse imparentato con i torvosauridi.